# Olympische Sommerspiele 2040
Die Olympischen Sommerspiele 2040 (offiziell Spiele der XXXVII. Olympiade) sind eine geplante internationale Multisportveranstaltung.
Am 26. Juni 2025 gab IOC Präsidentin Kirsty Coventry bekannt den Bewerbungsprozess für Olympische Spiele vorläufig zu pausieren, um ihn zu reevaluieren.

## Bewerbungsprozess

### Future Host Summer Commission
Die Future Host Summer Commission, welche für die Vergabe verantwortlich ist, setzt sich aus den folgenden Mitgliedern zusammen:
| IOC-Mitglieder (6) | Externe Vertreter (4)                                                                                            |
| --- | --- |
| - Kolinda Grabar-Kitarović (Vorsitzende) - Richard Pound - Li Lingwei - Mikaela Cojuangco-Jaworski - Luis Mejía Oviedo - Filomena Fortes | - Sarah Walker (Athletenvertreterin) - Francesco Ricci Bitti (AIOWF) - Paul Tergat (NOCs) - Andrew Parsons (IPC) |

### Dialogphase
Nach den Statuten der Future Host Commission ist der Bewerbungsprozess in zwei verschiedene Dialogphasen unterteilt:
- Kontinuierlicher Dialog: Ein unverbindlicher Dialog zwischen dem IOC und Städten/Regionen/Ländern/NOKs die an einer Ausrichtung zukünftiger olympischer Veranstaltungen interessiert sind
- Zielgerichteter Dialog: Ein zielgerichteter Dialog mit einer oder mehreren interessierten Parteien (benannt als preferred host/s) nach Empfehlung der Future Host Commission als Ergebnis des kontinuierlichen Dialogs.

## Offizielle Bewerbungen

### Deutschland
Am 2. August 2024 unterzeichneten Bundesinnenministerin Nancy Faeser (SPD) und DOSB-Präsident Thomas Weikert eine Vereinbarung, mit der sich die Bundesregierung hinter eine Austragung 2040 stellt und das Vorhaben mit 6,95 Millionen Euro bis 2027 unterstützt. Auch die neue Bundesregierung unter Bundeskanzler Friedrich Merz stellte sich in ihrem am 9. April 2025 vorgestellten Koalitionsvertrag hinter eine deutsche Olympiabewerbung. Am 6. Dezember 2024 trat der DOSB zudem durch Beschluss seiner Mitgliederversammlung in den Continuous Dialogue mit dem IOC ein.
Der Bewerber soll in einem nationalen Prozess auserkoren werden, den der DOSB 2022 angestoßen hat. Interessiert an der Austragung sind Berlin mit Leipzig, Hamburg, München mit Bayern und die Region Rhein-Ruhr. Die DOSB-Mitgliederversammlung hat am 6. Dezember 2024 beschlossen, dass bis zum 31. Mai 2025 alle Konzepte vorliegen müssen. Den Städten und Regionen bleibt dann bis Juni 2026 Zeit, eine Bürgerbefragung durchzuführen. Bis Ende September 2026 bewertet der DOSB alle Konzepte abschließend und legt dann seiner Mitgliederversammlung im Dezember 2026 das ausgewählte Konzept zum Beschluss vor.
Bayerns Ministerpräsident Markus Söder (CSU), Münchens Oberbürgermeister Dieter Reiter (SPD) und Bayerns Sportminister Joachim Herrmann (CSU) stellten am 20. Mai 2025 das Bewerbungskonzept der Stadt München mit dem Land Bayern vor und bekräftigten, für Deutschland mit den nachhaltigsten Spielen aller Zeiten ins Rennen gehen zu wollen. Nach dem Konzept sollen fast alle Wettbewerbe in schon bestehenden Sportstätten und alle anderen in temporären Sportstätten an bedeutenden Orten in der Stadt, wie z. B. dem Olympiapark, stattfinden. Zudem wurde bekannt, dass sich neben München auch Hamburg und Schleswig-Holstein, die Metropolregion Rhein-Ruhr sowie Berlin mit der Bewerbung Berlin+ für die Olympischen Sommerspiele ab 2036 bewerben wollen. Es wurden bereits Bürgerentscheide zu einigen Bewerbungen angekündigt. Diese finden am 31. Mai 2026 in Hamburg und am 26. Oktober 2025 in München statt. Berlin wird keine Abstimmung durchführen.

## Mögliche Bewerber

### Budapest
Der Bürgermeister von Budapest, Gergely Karácsony, gab im August 2024 bekannt, dass er eine Bewerbung Budapests für die Sommerspiele 2036 oder 2040 unterstütze. Allerdings sei eine Bewerbung nur dann möglich wenn die ungarische Regierung, die notwendigen Fördermittel freigeben würde. Budapest bewarb sich bereits mehrfach um die Olympischen Sommerspiele. Zuletzt hatte man 2024 eine Bewerbung angedacht, jedoch aufgrund einer Bürgerbewegung zurückgezogen.

### Kapstadt
Während der Olympischen Sommerspiele 2024 gab der Präsident der Association of National Olympic Committees of Africa (ANOCA), Mustapha Berraf, während einer Pressekonferenz bekannt, dass Kapstadt sich in naher Zukunft für die Olympischen Sommerspiele bewerben werde. Kapstadt bewarb sich zuletzt 2004, unterlag dabei jedoch schließlich gegen Athen. Eine Bewerbung für die Spiele 2036 wurde nicht weiter verfolgt stattdessen plant man nun eine Bewerbung für 2040.

### London
Im Februar 2019 gab der Londoner Bürgermeister Sadiq Khan bekannt, dass Interesse an einer gemeinsamen Bewerbung mehrerer Großstädte für die Sommerspiele 2036 bestehe. London richtete bereits die Spiele 1908, 1948 und 2012 aus. Birmingham und Manchester bewarben sich bereits mehrmals erfolglos um eine Ausrichtung. Am 20. Juli 2022 wurde bekannt, dass Gespräche zwischen der British Olympic Association und dem IOC über eine mögliche Bewerbung für die Spiele 2036 oder 2040 stattgefunden hätten. Am 30. Januar 2023 gab Sadiq Khan in einem Interview bekannt, dass man sich auf eine Bewerbung für 2040 konzentrieren werde.

### Madrid
Der Präsident des Comité Olímpico Español (COE), Alejandro Blanco, gab am 21. Mai 2024 bekannt, dass er Gespräche mit dem Bürgermeister der Stadt Madrid über eine potentielle Olympiabewerbung geführt habe. Laut Blanco sei Madrid die Stadt, welche am besten auf die Spiele 2040 vorbereitet sei. Madrid bewarb sich bereits für die Spiele 2012, 2016 und 2020, unterlag dabei jedoch jedes Mal. Die bisher einzigen Olympischen Spiele in Spanien fanden 1992 in Barcelona statt.

### Neue Ägyptische Hauptstadt
Am 11. August 2024 gab der Präsident des ägyptischen Olympischen Komitees, Mustapha Berraf, bekannt, dass man sich mit der neuen Hauptstadt Ägyptens für die Spiele 2036 oder 2040 bewerben werde. Zu diesem Zweck wird in der Stadt die International Olympic City erbaut, deren Anlage für die Austragung genutzt werden könnten. Ägypten bewarb sich zuvor lediglich für die Spiele 1916, 1936 und 1940 mit Alexandria sowie für die Spiele 2008 mit Kairo.
Auch der IOC-Präsident Thomas Bach spricht sich für die Olympischen Sommerspiele 2040 auf afrikanischem Boden aus. Zuletzt bewarb sich Kapstadt für die Olympischen Sommerspiele 2004, unterlag dabei schlussendlich jedoch gegen Athen. Zudem werden 2026 die Olympischen Sommer-Jugendspiele in Dakar stattfinden, was eine eventuelle Austragung Olympischer Sommerspiele auf dem afrikanischen Kontinent in den nachfolgenden Jahren begünstigen könnte.

### Polen
Im Juli 2023 gab der polnische Sportminister Kamil Bortniczuk in einem Interview bekannt, dass man über eine Bewerbung Polens für die Olympischen Sommerspiele 2036 oder eine der beiden nachfolgenden Olympiaden nachdenke. Am 27. September 2023 gab Präsident Andrzej Duda offiziell die Bewerbung bekannt. Nach dem Regierungswechsel in Polen gab der neue Sportminister Slawomir Nitras bekannt, dass man die Bewerbung nicht weiter verfolgen werde. Jedoch gab der neue polnische Premierminister Donald Tusk am 16. August 2024 bekannt, dass man über eine Bewerbung für die Spiele 2040 oder 2044 diskutiere.
Am 28. Oktober 2024 präsentierte der polnische Minister für Sport und Tourismus, Sławomir Nitras, einen Zukunftsplan mit dem Titel Warschau 2040, welcher sich mit der Entwicklung des polnischen Sports allgemein, aber auch einer potentiellen zukünftigen Olympiabewerbung befasst.
Polen würde sich das erste Mal um Olympische Sommerspiele bewerben. Bisher bewarb man sich erfolglos um die Austragung der Winterspiele 2006 (mit Zakopane) und 2022 (mit Krakau).